# Gruppe von Louvre F 125
Als Gruppe von Louvre F 125 wird eine Gruppe antiker griechischer Vasenmaler, die gegen Ende des 6. Jahrhunderts v. Chr. in Athen tätig waren, bezeichnet.

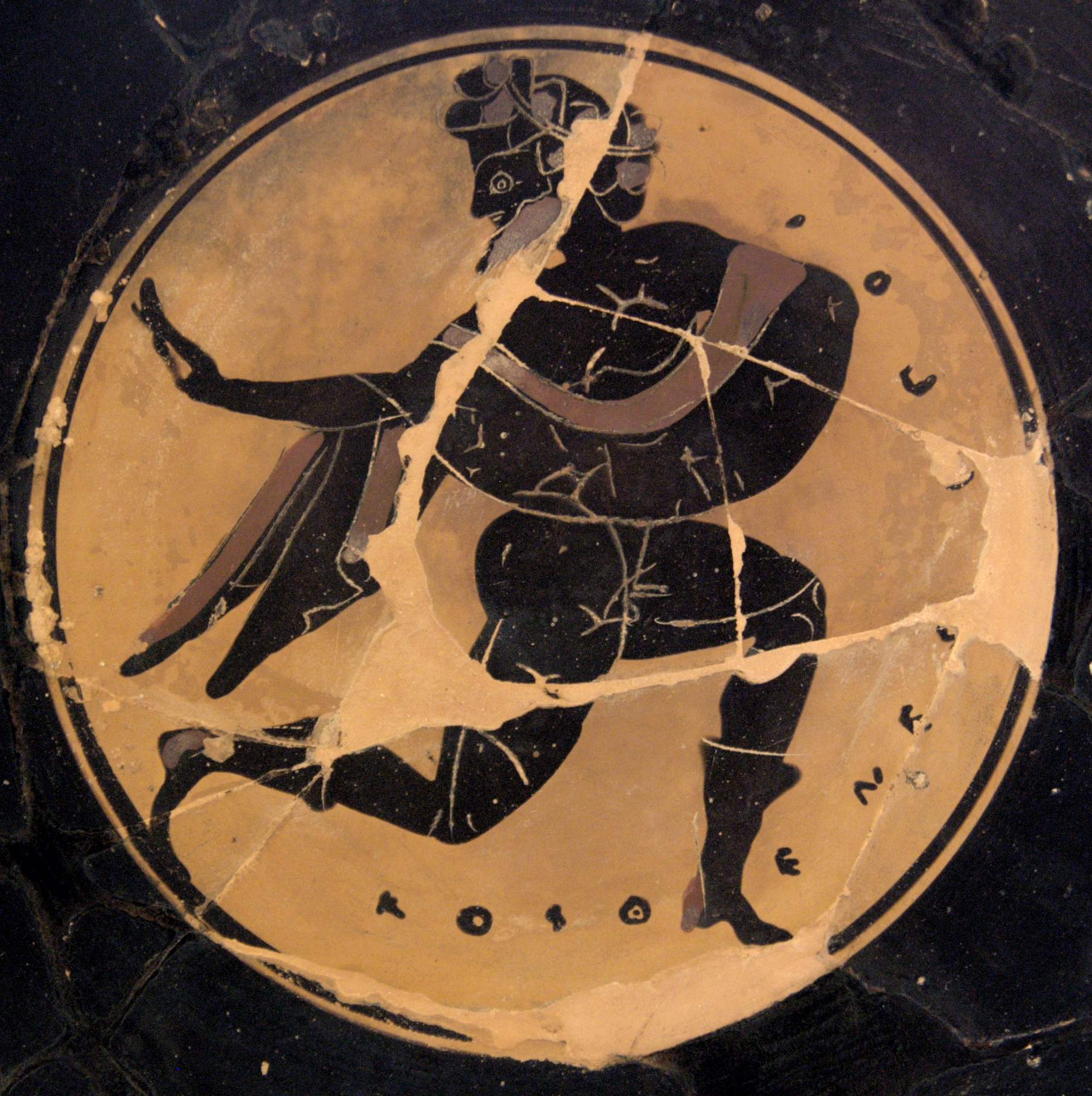
Tondo der Namenvase im Louvre: Komast

Die Gruppe von Louvre F 125 war etwa zur selben Zeit wie die sogenannte „Pioniergruppe“ des rotfigurigen Stils aktiv. Die Vertreter der Gruppe gehörte zu den frühen rotfigurigen Schalenmalern. Wie auch andere Schalenmaler dieser Zeit testeten die Maler der Gruppe die Möglichkeiten der neuen Technik aufgrund der vergleichsweise kleineren Arbeitsfläche – des Inneren sowie der beiden Außenseiten der Schalen – noch nicht in derselben Tiefe aus, wie es die Vertreter der Pioniergruppe auf größeren Vasen schon taten, dennoch trugen auch die Schalenmaler ihren Teil zum Erfolg des neuen Stils bei.
John D. Beazley hat den Stil der Gruppe von Louvre F 125 innerhalb des zehntausende Teile umfassenden Bestandes bekannter attisch-rotfiguriger Vasen und Fragmente erkannt und ihre Werke grundlegend zusammengestellt. In der zweiten Auflage seines grundlegenden Standardwerks Attic Red-Figure Vase-Painters stellte er sechs Werke – sowohl mehr oder weniger komplett erhaltene Stücke als auch Fragmente – der Gruppe zusammen, diese Zahl wurde seitdem auch durch andere Forscher nur unwesentlich erweitert. Die Tondi (Innenbilder) waren immer schwarzfigurig gehalten, die Außenseiten rotfigurig. Bei den erhaltenen Stücken der Gruppe handelt es sich durchweg um bilingue Augenschalen. Zwei der von Beazley zugewiesenen Schalen sowie eine weitere später von einem anderen Forscher in den Umkreis der Gruppe gewiesene Schale sind vom Töpfer Nikosthenes signiert.
Beazley war sich nicht sicher, ob es sich hier um eine Gruppe handelte oder ob die Werke nicht doch nur einem einzelnen Vasenmaler zuzuschreiben wären.
Werkliste
Die ersten sechs Einträge sind Beazleys sechs Vasen, aus denen sich die Gruppe zusammensetzt, die siebte Vase wurde von Federico Utili in die Nähe der Gruppe gesetzt.
1. Louvre, Paris, Inventarnummer F125 (Namenvase); gefunden in Vulci; Motiv Außen A: Jüngling zwischen Augen, Motiv Außen B: Pferd zwischen Augen, Motiv Innen: Komast, Signatur: Nikosthenes als Töpfer[1]
2. Musée Municipal Antoine Vivenel, Compiègne, Inventarnummer 1105; gefunden in Vulci; Motiv Außen A+B: jeweils sich duckender Krieger zwischen den Augen, Motiv Innen: nackter junger Läufer[2]
3. Pariser Privatsammlung (ehemals Sammlung Schweizer, Arlesheim); Motiv Außen A+B: jeweils sich duckender Krieger zwischen den Augen, Motiv Innen: sitzender Dionysos, Signatur: Nikosthenes als Töpfer[3]
4. Fragment; Archäologische Sammlung der Universität Freiburg, Freiburg, ohne Inventarnummer; Motiv Außen A: sich duckender Krieger mit Delphin als Schildzeichen zwischen den Augen[4]
5. Fragment; Archäologische Sammlung der Universität Freiburg, Freiburg, ohne Inventarnummer; gefunden in Orvieto; Motiv Außen A: Krieger, möglicherweise während des Hoplitodromos (Waffenlauf), zwischen den Augen[5]
6. Antikensammlung Schloss Adolphseck, Eichenzell, Inventarnummer 30; Motiv Außen A+B: jeweils Hoplitodromos (Waffenlauf) zwischen den Augen, Motiv Innen: nackter rennender Jüngling beim Komos mit einer Schale in der Hand[6]
7. Reiss-Engelhorn-Museen, Mannheim, Inventarnummer CG453; Motiv Außen A+B: jeweils Augen zwischen Palmetten ohne weitere Motive, Motiv Innen: auf einem Pferd reitender Jüngling, Signatur: Nikosthenes als Töpfer[7]